# André Vanderstappen
André Vanderstappen (27 maart 1934 - 16 juni 2005) is een Belgisch voormalig voetballer die speelde als doelman. Hij voetbalde in Eerste klasse bij Olympic Club de Charleroi en Union Sint-Gillis en speelde 10 interlandwedstrijden voor het Belgisch voetbalelftal. Kenmerkend waren zijn hoge sprongen in de lucht waarbij hij de bal met zijn vuisten wegsloeg.

## Loopbaan
Vanderstappen debuteerde in 1953 in het eerste elftal van Olympic Club de Charleroi en verwierf er al spoedig een vaste basisplaats. De ploeg eindigde de eerste jaren steevast in de middenmoot van de eindrangschikking in Eerste klasse. In 1955 degradeerde de club echter naar Tweede klasse wegens  een poging tot omkoping. Het verblijf in Tweede klasse bleef beperkt tot één seizoen en Olympic nam zijn plaats in de hoogste afdeling weer in. Vanderstappen was inmiddels in zijn beste periode gekomen en werd regelmatig geselecteerd voor het Belgisch voetbalelftal. 
In 1960 trok Vanderstappen naar Union Sint-Gillis. Deze club eindigde de eerste jaren steevast in de middenmoot van de eindrangschikking maar kon in 1963 de degradatie niet vermijden. Het verblijf in Tweede klasse bleef beperkt tot één seizoen en Union nam haar plaats in de hoogste afdeling weer in. In 1965, toen Union opnieuw degradeerde naar Tweede klasse, zette Vanderstappen een punt achter zijn loopbaan op het hoogste niveau. Hij speelde in totaal 235 wedstrijden in Eerste klasse en scoorde hierbij 5 doelpunten.
Tussen 1956 en 1961 werd Vanderstappen 23 maal geselecteerd voor de nationale voetbalploeg. In de periode 1957-1959, toen hij uitkwam voor Olympic Charleroi, speelde Vanderstappen 10 wedstrijden voor het Belgisch voetbalelftal. In die periode had de nationale ploeg geen vaste doelman en Vanderstappen werd afwisselend opgesteld met Armand Seghers, Henri Meert, Pol Gernaey, Jean Nicolay en Alfons Dresen. 